# ブレイク・アウェイ (ザ・ビーチ・ボーイズの曲)
「ブレイク・アウェイ」（Break Away）は、ザ・ビーチ・ボーイズが1969年に発表した楽曲。

## 概要
ウィルソン兄弟の父親であるマリー・ウィルソンがテレビで『The Joey Bishop Show』を見ていたときのことだった。司会者のジョーイ・ビショップがCMに入る前に言った言葉「We're gonna break away for a minute.」を聞いて父親のマリーは曲を作ることを思いつき、ロサンゼルスのベラージオ通りにあるブライアン・ウィルソンの自宅を訪れた。ブライアンは30分ほどで曲を書き上げたという。作詞作曲の共作者としてクレジットされているレジー・ダンバー（Reggie Dunbar）とはマリー・ウィルソンの変名である。
カール・ウィルソンがヴァースを歌い、アル・ジャーディンがコーラスの部分（And I can breakaway to the better life...）を歌っている。
1969年6月16日にシングルとして発表された。B面はデニス・ウィルソンがグレッグ・ヤコブソンと共作し、リード・ボーカルをとった「Celebrate the News」。どちらの曲もオリジナル・アルバムには収録されなかった。
各国のチャートの順位は次のとおり。アメリカ（63位）、イギリス（6位）、カナダ（38位）、アイルランド（10位）、西ドイツ（29位）、オランダ（17位）、ニュージーランド（20位）など。
2001年発売のコンピレーション・アルバム『Hawthorne, CA』にオルタネイト・バージョンが収録されている。